# Marius Magnin
Pour les articles homonymes, voir Magnin.
Marius Magnin, né le 26 janvier 1860 à Thizy et mort le 12 mars 1953 à Lyon (3e arrondissement), est un relieur lyonnais.

## Carrière
Dans la lignée de son frère aîné Lucien, il entre, d'abord avec réticence, dans l'atelier familial. Il y poursuit la tradition de la reliure mosaïquée grâce aux outils et méthodes de son frère. À partir des années 1910, ses reliures commencent à s'imprégner, aussi bien par les sujets que par l'esthétique, du style Art Déco naissant. Les maquettes sont souvent exécutées par des dessinateurs ou peintres professionnels. Contes libertins, Pantagruel, Gargantua légendes du Moyen-Âge, tels sont les thèmes que l'on retrouve fréquemment sur ses reliures. À la suite de son frère, il devient du Tout-Lyon.  
Aidé par sa femme, qui cousait le dos des livres, il est rejoint après 1920 par sa fille Mireille. On peut alors voir le nom de celle-ci dans les différents Salons, tout au long des années 1930.
Marius, quant à lui, poursuit sa carrière après la guerre, jusqu'à un âge avancé, sa production dans une lignée assez classique. 
Sa fille Mireille reprend l'atelier et se retire en 1961. En 1985, M. Ramain vend à la ville de Lyon les fers à dorer qui rejoignent alors la collection de la bibliothèque municipale de Lyon.
Une salle parisienne porte son nom.

## Décoration
- Chevalier de la Légion d'honneur en 1934[5]